# Ясні Зорі (Бєлгородський район)
Ясні Зорі (рос. Ясные Зори) — село (раніше смт) в Бєлгородському районі Бєлгородської області Росії. Розташоване за 35 км від м. Бєлгорода та за 7 км від кордону з Україною. Розташоване на південній окраїні Середньоруської височини. Адміністративний центр Яснозоренського сільського поселення. Біля села бере початок річка Липчик.

## Історія
Населений пункт розташований у східній частині української суцільної етнічної території — східній Слобожанщині.
6 серпня 2024 року бєлгородський губернатор Гладков заявив про атаку на село Ясні Зорі. За його словами, було пряме влучання і скиди вибухівки з БпЛА.

## Економіка
В селі діє Яснозоренська птахофабрика, що входить до складу агрохолдингу «БЭЗРК — Белгранкорм».

## Освіта
В селі діє загальноосвітня школа.

## Релігія
В селі діє Благовіщенський храм в підпорядкуванні Бєлгородської і Старооскольської єпархії.